# ジュール・ラフォルグ
ジュール・ラフォルグ（Jules Laforgue, 1860年8月16日 - 1887年8月20日）は、フランスの象徴主義詩人。ウルグアイのモンテビデオで生まれ、フランスのパリに死す。

## 生涯・作風
父シャルル＝ブノワ・ラフォルグと母ポーリーヌ・ラコレが出逢ったのはウルグアイだった。そこで父親は、最初教師を、続いて銀行員をしていた。結婚後、11人の子供に恵まれ、ジュールはその第二子。1866年、一家は、父親の生地である、フランスのタルブに移る。1867年、家族はウルグアイに戻ることになり、ジュールと兄のエミールだけが、従兄弟の家に預けられる。
1869年、一家はパリに移転。1877年、母親が流産の末、死亡。ジュールは決して優等生ではなかった。その年から翌1878年にかけて、バカロレアの試験に3度失敗する。彼はパリの図書館に通い、フランスのすぐれた著者の本を読み、独学で勉強する。
1879年、父親が病気になり、一家はタルブに引っ越すことになるが、ジュールはパリに残る。トゥールーズで最初の詩を発表。さらにいくつかの詩を発表し、その年の末には、注目される詩人となる。1880年、彼はパリの文壇に出入りするようになり、「近代生活」誌の編集者ポール・ブールジェに目をかけられる。
1881年、文学の仕事が忙しくなり、タルブでの父親の葬式にも出られなかった。その年の11月から1886年にかけて、ドイツ皇后アウグステ・ヴィクトリアのフランス語読書係（一種の文化的カウンセラー）として、ベルリンで暮らす。彼は多額の報酬を得て、余暇を趣味に費やした。1885年には、代表作である『聖母なる月のまねび』を書き上げる。
1886年、フランスに帰国。イギリス人女性リア・リーと結婚。しかし、その翌年、結核でこの世を去る。残された妻も、翌年同じ病気で死去した。
ウォルト・ホイットマンに強い影響を受けたラフォルグは、自由詩の形式を用いたフランスの最初期の詩人の一人である。
哲学的には、ショーペンハウアーやエドゥアルト・フォン・ハルトマンの熱心な信奉者だった。
近代の悲愁を破格の韻律にのせてパロディー、造語、俗語等、多彩で高度な言語遊戯をもって人類の泣き笑いと愛を歌い上げた彼の作品は、若い頃のT・S・エリオットやエズラ・パウンドに多大な影響を与えている。日本でも、三富朽葉、中原中也、梶井基次郎などが愛読した。

## 作品
- ステファヌ・ヴァシリュー Stéphane Vassiliew（1881年。出版されたのは1943年）
- 嘆き節 Les Complaintes（1885年出版）
- 聖母なる月のまねび L'Imitation de Notre Dame de la Lune（1886年出版）
- 伝説寓話 Moralités légendaires（1887年出版）
- 最後の詩 Derniers vers（1890年出版）
- Berlin, la cour et la ville（1922年出版）

## 日本語訳
- 『ラフォルグ抄』吉田健一訳、小沢書店、1989年
  - 改訂再刊：講談社文芸文庫、2018年
- 『聖母なる月のまねび 他』平凡社ライブラリー、1994年。改訂再刊：吉田健一・伊吹武彦ほか2名訳
- 『嘆き節　ジュール・ラフォルグ詩集』橋口修郎訳、審美社、1995年
- 『ラフォルグ全集』全3巻、広田正敏訳、創土社、1981年